# Marc Corneli Ceteg (cònsol 204 aC)
Marc Corneli Ceteg (llatí: Marcus Cornelius M. f. M. n. Cethegus) va ser un magistrat romà del segle iii aC. Formava part de la família dels Cetegs, una branca patrícia molt antiga de la gens Cornèlia.
Va ser elegit edil curul l'any 213 aC, sembla que per influència del seu amic Escipió Africà que va ser el seu col·lega en el mandat, tot i que Escipió no tenia encara edat per ser elegit. El mateix any va ser pontífex màxim per la mort de Luci Lèntul.
L'any 211 aC va obtenir el càrrec de pretor i el govern de la Pulla, i després va ser enviat a Sicília, on va mostrar uns grans dots d'administrador. L'any 209 aC va ser censor amb Publi Semproni Tudità, i el 204 aC cònsol amb el mateix Tudità.
L'any 203 aC va ser nomenat procònsol de la Gàl·lia Cisalpina on, juntament amb el pretor Quintili Var, va derrotar a Magó Barca, el germà d'Hanníbal, al que va obligar a abandonar Itàlia. Va morir l'any 196 aC. La seva eloqüència va ser elogiada per Enni, que li va donar el nom de Suadae medulla (essència de la persuasió), i Horaci es va referir a ell dient que era una gran autoritat en l'ús de les paraules llatines.